# Bagasse

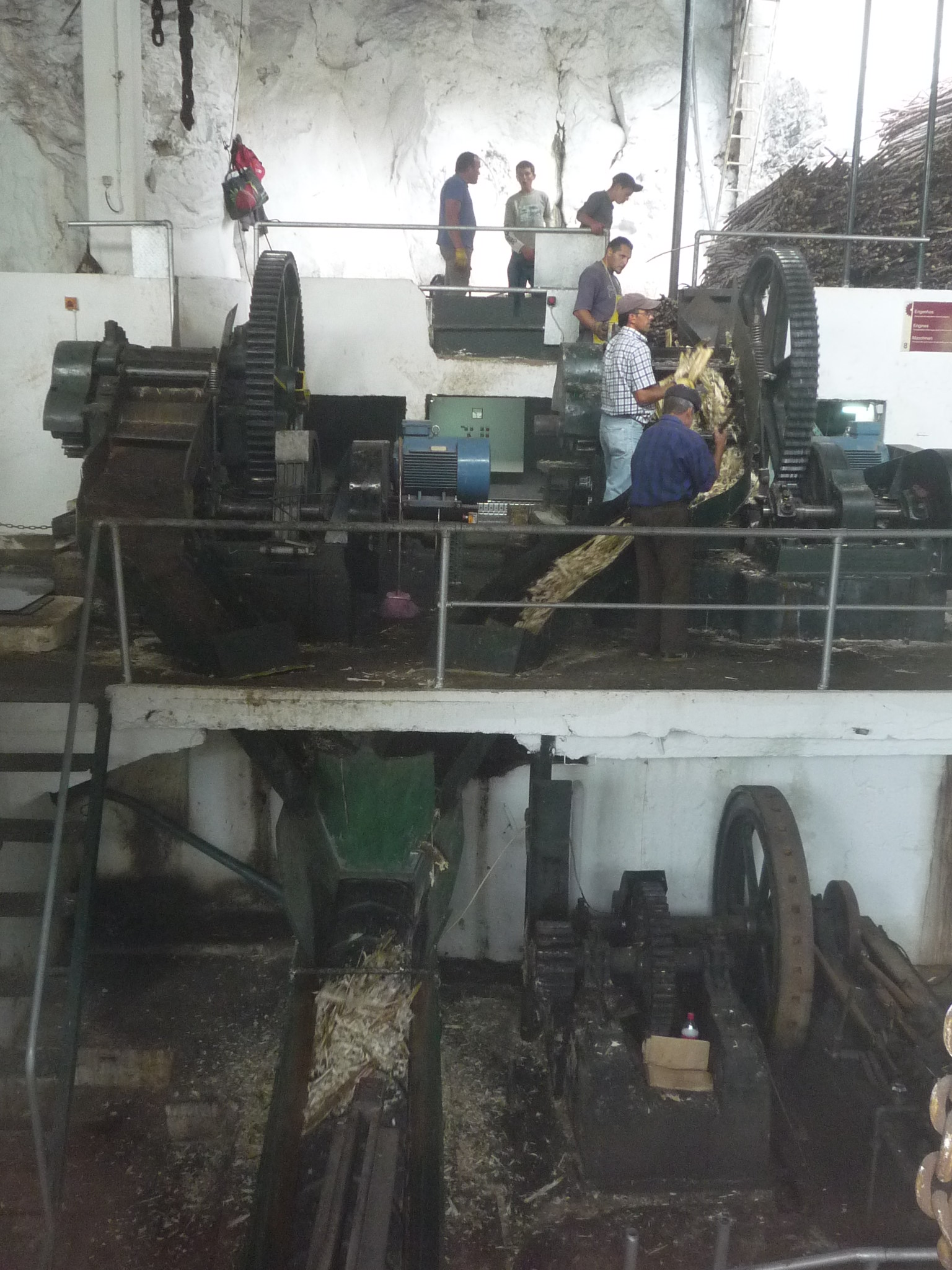
Het persen van suikerriet in Engenho da Calheta (Madeira). De bagasse valt in een trechter en wordt met een lopende band verwijderd.

Bagasse is het vezelachtige afval wat overblijft nadat het sap uit de stengels van suikerriet is geperst. Het woord is afkomstig van het Franse woord bagage, via het Spaanse bagazo en betekent oorspronkelijk gewoon "afval".
Bagasse vertegenwoordigt circa 30% van de totale massa suikerriet die verwerkt wordt; op jaarbasis zijn dit tientallen miljoenen tonnen wereldwijd. Bagasse heeft een hoog gehalte (ca. 50%) aan cellulose (meer dan hout). Deze biomassa wordt vooral gebruikt als hernieuwbare brandstof in stoomketels voor energieopwekking; als veevoeder; of als grondstof voor pulp, papier en vezelplaten uit gemalen bagasse die gebonden is met synthetisch hars. Er zijn ook leveranciers van bekers, kommen e.d. uit bagassepulp.
Bagasse is ook een bron van furfural, dat kan gebruikt worden om thermohardende polymeren te maken. 
Andere mogelijke toepassingen van bagasse die onderzocht worden, zijn als bron van ethanol en als bron van actieve kool.